# 伊桑·霍瓦特
伊桑·谢伊·霍瓦特（英語：Ethan Shea Horvath；1995年6月9日—），美國職業足球員，司職守門員，現效力英冠球會卡迪夫城。美國國家足球隊成員。

## 俱樂部生涯
霍瓦特在美國科羅拉多州的海蘭茲牧場長大。小時候進入美國足球發展學院皇家科羅拉多。
2013年，霍瓦特與挪威足球超級聯賽球隊莫爾德簽署了第一份職業合同。 8月10日，霍瓦斯完成了俱樂部首秀。
2017年1月3日，霍瓦特與比甲球隊布魯日足球俱樂部簽約4年。
2021年7月，诺丁汉森林和布魯日合同到期的霍瓦特自由身加盟球隊，雙方簽約三年。
2022年，霍瓦特被外借至英冠俱樂部盧頓。

## 國家隊生涯
2016年5月22日，美国足协官网消息，克林斯曼公布了出战2016年百年美洲杯的23人正式名单。霍瓦特入选。
2016年10月7日，霍瓦特在美国客场2：0胜古巴的友谊赛中首发打满全场完成美国国家队首秀。
霍瓦特在中北美洲及加勒比海国家联赛(CONCAF)决赛中战胜了墨西哥。他在下半场接替受伤的史蒂芬。这位美国门将在比赛上有两次关键的扑救，他挡住了洛薩諾的射门，以及瓜尔达多第120分钟的罚球。

## 榮譽
莫迪
- 挪威足球超級聯賽冠軍 : 2014
- 挪威盃冠軍 : 2014

布魯日
- 比甲冠軍 : 2017-18、2019–20[11]、2020–21[12]
- 比利時超級盃冠軍 : 2018

諾定咸森林
- 英格蘭足球冠軍聯賽附加賽冠軍 : 2022[13]

盧頓
- 英格蘭足球冠軍聯賽附加賽冠軍 : 2023[14]

## 外部連結
- 伊森·霍瓦斯在USSF中的档案
- 伊森·霍瓦斯 （页面存档备份，存于）在欧足联官网中的档案
- 伊森·霍瓦斯在莫尔德官网中的档案
- 伊森·霍瓦斯 （页面存档备份，存于）在Soccerbase中的档案